# Randy Pfund
Pour les articles homonymes, voir Pfund.
Randell « Randy » Pfund, né le 29 décembre 1951 à Oak Park, dans l'Illinois, est un entraîneur et dirigeant américain de basket-ball. Il est manager général du Heat de Miami de 1996 à 2008.